# Tamagawa Tsuneo
Tamagawa Tsuneo (jap. 玉河 恒夫; * 11. Dezember 1925 in Tokio, Japan; † 30. Dezember 2017 in New Haven, Connecticut) war ein japanischer, in den USA lehrender Mathematiker.
Tamagawa wurde 1954 an der Universität Tokio bei Iyanaga Shōkichi promoviert. Danach war er am Institute for Advanced Study (1955/6, auch 1958, 1970). Seit 1963 war er Professor in Yale.
Tamagawa beschäftigte sich u. a. mit Zahlentheorie. Er führte nach ihm benannte Maße für algebraische Gruppen über Zahlkörpern ein (Tamagawa-Zahlen), die eine große Rolle in Vermutungen der arithmetischen algebraischen Geometrie wie denen von Spencer Bloch und Kazuya Kato und in der Theorie der quadratischen Formen (neue Interpretation der analytischen Klassenzahlformel von Carl Ludwig Siegel im Fall orthogonaler Gruppen) spielen. Sei G eine zusammenhängende lineare algebraische Gruppe zum Beispiel über den rationalen Zahlen. Das invariante Volumen des Faktorraums der Adelgruppe nach der diskreten Untergruppe der Hauptadele ist die Tamagawa-Zahl von G. Methoden zur Berechnung von Tamagawa-Zahlen entwickelten unter anderem Takashi Ono und André Weil.
Zu seinen Doktoranden zählten Doris Schattschneider und Audrey Terras.